# Louis Pierre Alexis Pothuau

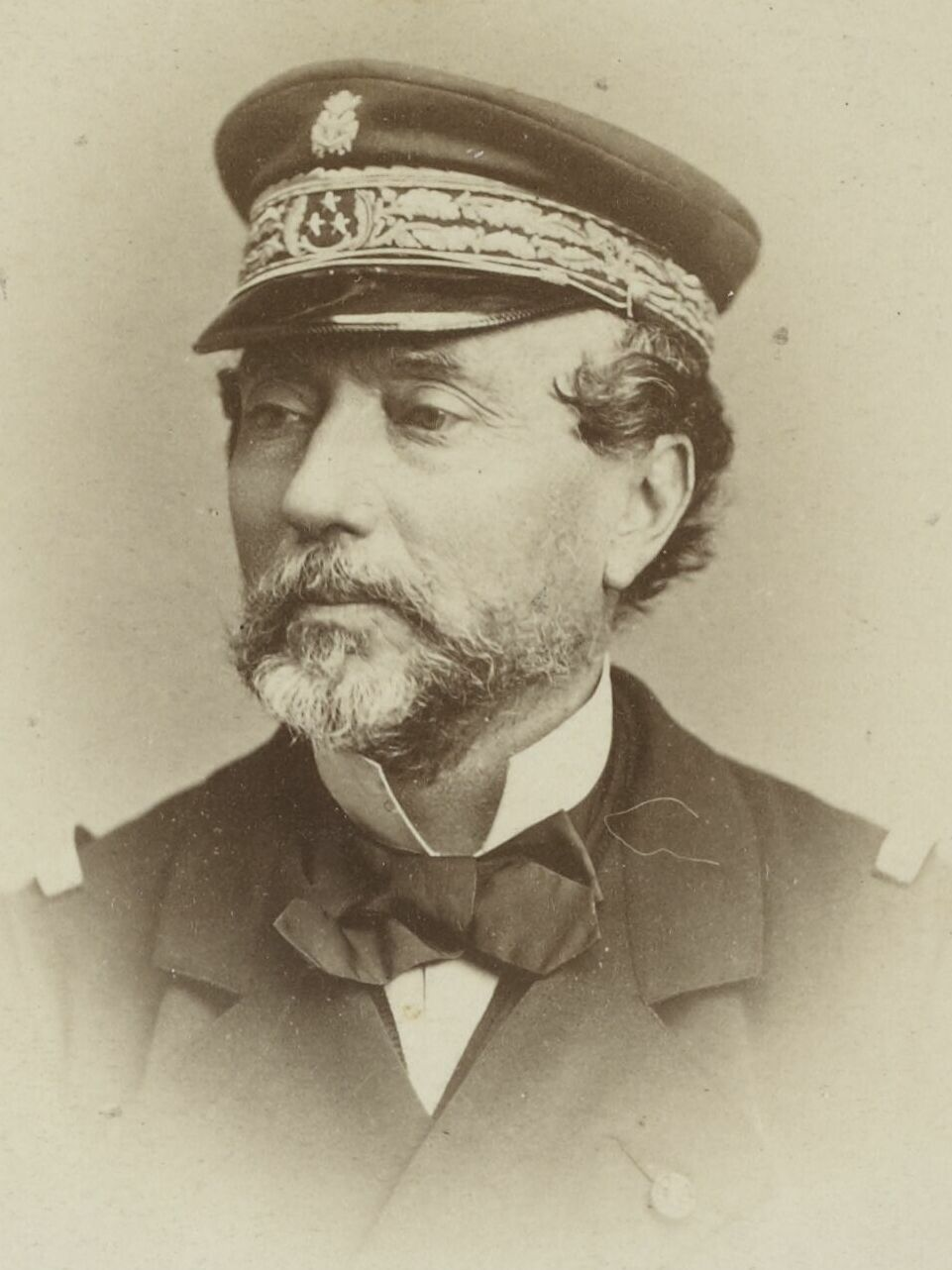
Louis Pierre Alexis Pothuau (Foto Reutlinger)

Louis Pierre Alexis Pothuau (* 28. Oktober 1815 in Paris; † 7. Oktober 1882 in Paris) war ein französischer Marineoffizier und Politiker des 19. Jahrhunderts. Er war Vizeadmiral, Abgeordneter von Paris und später Sénateur inamovible. Er wurde in mehreren Regierungen zum Minister für Marine und Kolonien ernannt, bevor er seine Karriere als französischer Botschafter im Vereinigten Königreich beendete.

## Leben
Pothuau stammte aus einer Familie aus Martinique und schloss 1832 die Marineakademie ab. Unter dem Kommando des Prinzen de Joinville nahm er 1844 an der Bombardierung von Mogador teil und war im Krimkrieg am Angriff auf Odessa und der Belagerung von Sewastopol beteiligt, wo er nach dem Rückzug der Russen als Erster einzog. Als Contre-amiral – 1864 erreichte er diesen Rang – erhielt er 1870 während der Belagerung von Paris das Kommando über die Südforts und später über eine Division, an deren Spitze er sich bei den Angriffen auf die Gare-aux-Bœufs in der Nähe von Choisy-le-Roi auszeichnete.
Nach seiner Beförderung zum Vice-amiral wurde er als Abgeordneter von Paris in die Nationalversammlung gewählt und wurde in der ersten von Adolphe Thiers gebildeten Regierung zum Minister für die Marine und die Kolonien berufen; das Amt behielt er auch in der nachfolgenden Regierung bei. Nach seiner Ernennung zum unabsetzbaren Senator im Jahr 1875 stellte er sich während der Krise vom 16. Mai 1877 auf die Seite der Opposition, woraufhin er in der Regierung Dufaure wieder das Marineministerium übernahm. Schließlich bekleidete er von 1878 bis 1880 den Posten des Botschafters in London.
Er starb am 7. Oktober 1882 in seinem Haus an der Place de la Madeleine und wurde am 12. Oktober 1882 auf dem Friedhof Père-Lachaise (14. Abteilung) beigesetzt.
Am 10. Januar 1882 wurde ihm die Militärmedaille verliehen. Ebenso war er Träger des Großkreuzes der Ehrenlegion. Ein französischer Panzerkreuzer wurde nach ihm benannt: die Pothuau.